# Maria Koolen Helmin

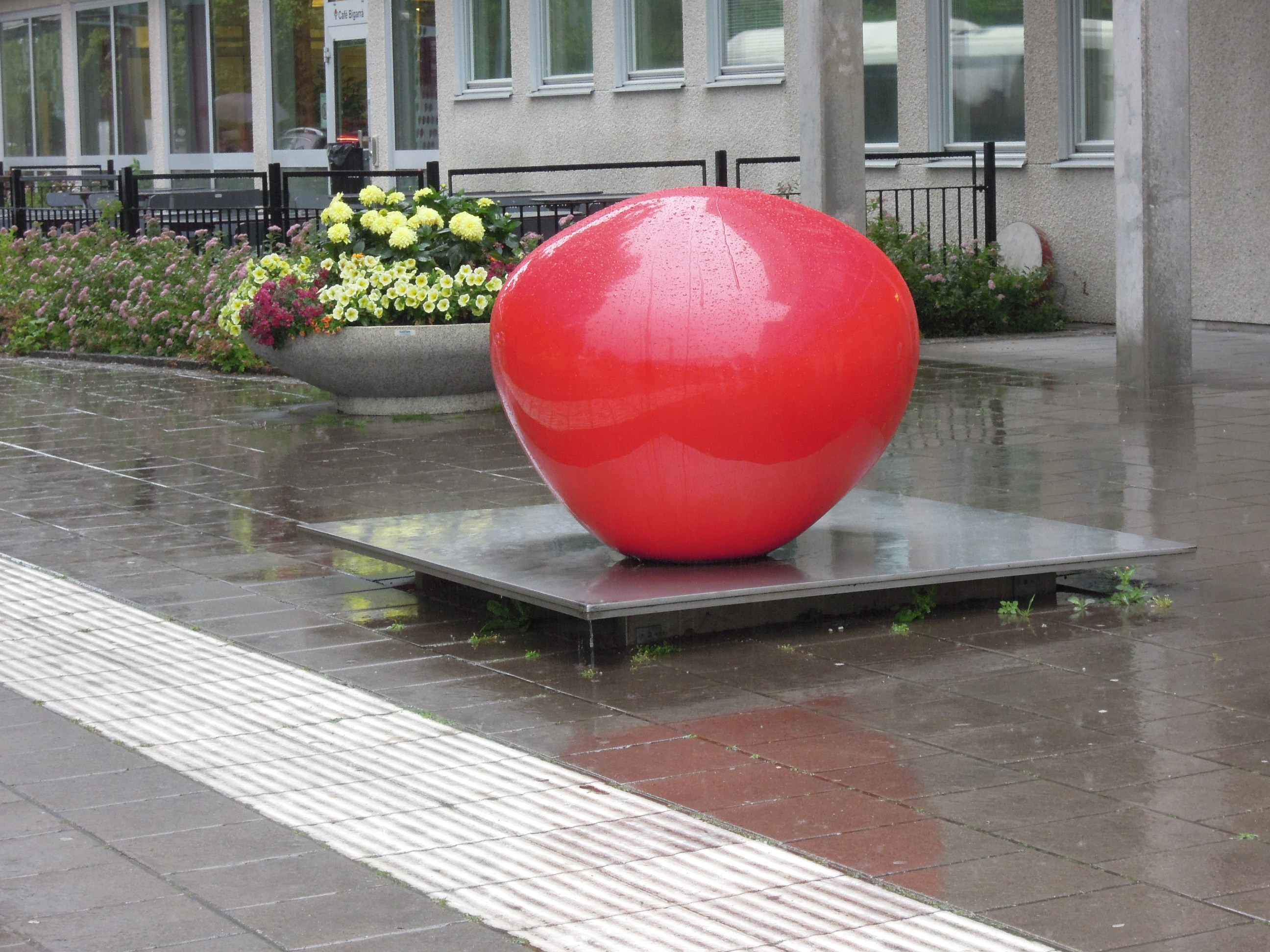
Livet! i Västerås.

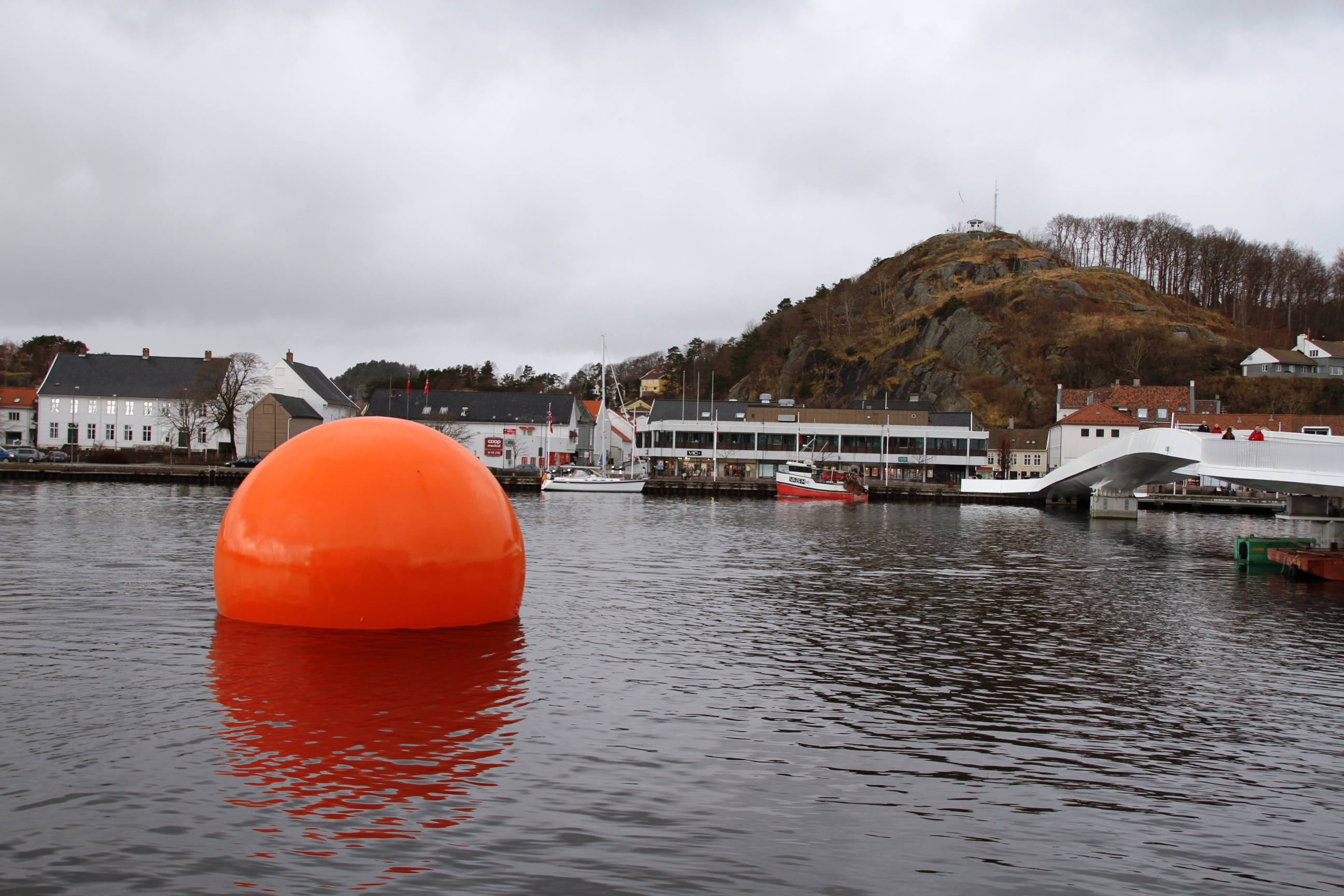
Denne rogna klekkes snart i Mandal.

Åsa Maria Koolen Helmin, född 8 oktober 1958 i Västerås, är en svensk bildkonstnär. Hennes verk rör sig mellan skulptur, fotografi, installation, digitala tekniker med mera.
Maria Koolen Helmin utbildade sig på Konstfack i Stockholm 1981–1982 och i skulptur på Kungliga Konsthögskolan 1982-1987. Hon har varit lärare, bland annat på Konstskolan Basis 1988–1990, Birkagårdens folkhögskola 1990–1991 och Konstfack 1991–2004.

## Verk i urval
- Eko, trä, rostfritt stål med mera, Askölaboratoriet, 1992
- Guld och smaragd, rostfritt stål. bladguld, fiberoptik, utanför barnsjukhuset på Lunds lasarett, 2001
- Livet!, skulptur, lackerat gjutjärn på aluminiumplatta, utanför huvudentrén till Västmanlands sjukhus i Västerås, 2007[2]
- Denne rogna klekkes snart, eller Blåsa som den kallas lokalt, flytande i Mandalselva utanför Buen kulturhus i Mandal i Norge, 2010[3]